# Biografi
En biografi (græsk for "levnedsbeskrivelse") er en beskrivelse af et menneskes liv og levned.
Hvis den er skrevet af andre er det en biografi.
Hvis den er skrevet af vedkommende, er det en selvbiografi eller autobiografi.
I selvskildringen fremstiller forfatteren sin egen livsførelse. Berømte eksempler er Augustins bekendelser og Rousseaus Les Confessions. Når den selvbiografiske skildring tillige behandler forfatterens samtidige, gøres overgangen fra autobiografi til erindringer eller memoirer, hvorpå navnlig Frankrigs og Englands litteratur er så rig. Til biografisk litteratur i videste forstand henregnes breve og dagbøger.
Den enkleste og korteste form er den annalistiske: en opregning i kronologisk rækkefølge af alle data. I området mellem biografi og selvbiografi findes en del "biografier" som ikke er skrevet af personen selv, men med hjælp af en ghostwriter, også tidligere kaldet en "neger", som kan have skrevet det hele selv uden at lægge navn til eller bare have hjulpet til med at forbedre teksten. Alice B. Toklas' selvbiografi er alene skrevet af Gertrude Stein.
Det mest omfattende danske værk om biografier er Dansk biografisk leksikon.

## Oldtidens og middelalderens biografier
Helt fra oldtiden har den biografiske kunst (biografik) som en gren af historieskrivningen stået i høj anseelse; både fra den græske og den romerske litteratur er der levnet os berømte skildringer af fremragende personligheders liv som Plutarchs sammenlignende levnedsskildringer, Tacitus’ Agricola og Quintus Curtius Rufus’ Alexander den Store. Fra middelalderen har vi især fremstillinger af hellige mænds og kvinders liv, og i de sidste århundreder udgør biografi i alle landes bogfrembringelser en væsentlig del af den historiske litteratur.

## Det 19. århundredes biografier
Den biografiske litteratur er så rig og omfattende, at Eduard Maria Oettingers forsøg på en henvisningshåndbog angående den samlede litteratur (Bibliographie biographique [bind 1-2, 2. oplag, Bryssel 1854]) kun blev et forsøg. Nyttige håndbøger af senere dato er E. Edwards Handbook to the Litterature of Biography (Vendea 1885) og Lawrence Barnett Philips, Dictionary of biographical reference (1871, ny udgave London 1889). Af biografiske leksika af almindelig karakter, dvs. omfattende alle tider og lande, haves: Pierre Bayles Dictionnaire historique et critique (Paris 1697, sidste udgave i 16 bind, Paris 1820); Louis-Gabriel Michauds Biographie universelle (bind 1-85, Paris 1811-62, nyt oplag bind 1-45, Paris 1842 -65); Ferdinand Höfers Nouvelle biographie générale (bind 1-46, Paris 1852-66); Eduard Maria Oettingers Moniteur des dates (på tysk, bind 1-9, Dresden 1866-82); John Aikin & William Enfields General Biography (bind 1-10, London 1799-1815). – Andre biografiske samlerværker er almindelige i deres omfang, men begrænsede i tid, f.eks. til 19. århundrede Louis Gustave Vapereau, Dictionnaire universel des contemporains (6. Udgave, Paris 1893); George Washington Moon, Men and women of the time (13. Udg., London 1891); Lloyd Charles Sanders, Celebrities of the Century (London 1886-90); Living leaders of the World (Chicago 1889). Nulevende personer er behandlede i de årligt udkommende: Wer ist’s og Who’s who in science. – Større serier er English men of letters (1879 ff.); Les grands écrivains français (1887 ff.); den svenske samling Memoar och bref (1900 ff.) og den danske Memoirer og Breve (1905 ff.).

## Biografiernes gennembrud i Danmark
Levnedsskildringer med et moralsk sigte var fremme allerede i den klassiske oldtid, hvor især Plutarks biografier var de mest udbredte. Disse vedblev igennem tiden at være populære, og især fra 1600-tallet blev de brugt som skabelon for moralske fortællinger. Denne mode fik en dansk efterligner i første halvdel af 1700-tallet i Ludvig Holbergs Adskillige store Helte og berømmelige Mænds sammenlignede Historier (1739-53) og Adskillige Heltinders og navnkundige Damers sammenlignede Historier (1745) som var bygget op som Plutarks biografier, med skildringer af to store personligheder efterfulgt af en sammenligning af disse to. Casper Peter Rothe overførte den moralske biografis tradition til danske personligheder med sit værk Forsøg til navnkundige danske Mænds Liv og Levnet der biograferede Peder Griffenfeld (1745) og i anden selvstændige del Peter Wessel Tordenskiold (1747-50). I Brave danske Mænds og Qvinders berømmelige Eftermæle (1753) havde han samlet ligprædikener og gravindskriptioner over en del danske personligheder, foruden at han selv havde forfattet biografier over nogle af disse. Ove Malling videreførte med Store og gode Handlinger af Danske, Norske og Holstenere  (1777) Rothes bestræbelser, og i modsætning til Rothe fik Mallings værk succes og blev genoptrykt langt ind i 1800-tallet.
En anden gren af den biografiske genre som udvikledes i denne periode var det biografiske forfatterleksikon. Digteren og historiografen Claus Christoffersen Lyschander var den første i Danmark der skrev et sådant værk , men dette værk blev ikke trykt før i 1700-tallet og fandtes før den tid kun i afskrifter. Det første egentlige biografiske forfatterleksikon på dansk er Jens Worms Forsøg til et Lexicon over danske, norske og islandske lærde Mænd, som ved trykte Skrifter have giort sig bekiendte, saavelsom andre Ustuderede, som noget have skrevet (1771-84), og på dette foruden egne studier byggede litteraturforskeren og bibliotekaren Rasmus Nyerup sit Almindeligt Litteraturlexicon for Danmark, Norge og Island (1818-20). Den første egentlige biografiske monografi over en forfatter var Christian Molbechs Johannes Evalds Levnet, med Bidrag til hans Digterværkers Historie og Charakteristik (1831).

## Moderne biografi
Traditionen med vidneudsagn og skriftemål blev bragt til den Nye Verden af puritanernes og kvækernes skribenter af selvbiografer og journaler hvor formen fortsatte med at være indflydelsesrig. Benjamin Franklins selvbiografi (1791) blev en prototype for den amerikanske succeshistorie. (Stone, 1982) Selvbiografi ville forblive en indflydelsesrig form i biografisk litteratur.
Generelt fulgte amerikansk biografi den engelske model, dog med indbefattet Thomas Carlyles opfattelse, at biografi var en del af historien. Carlyle har påstået, at store menneskers liv var nødvendigt for at forstå samfundet og dets institutioner. Mens de historiske impulser ville forblive et stærkt element i tidlig amerikanske biografi, amerikanske forfattere fandt af deres egen facon. Det der opstod, var en temmelig didaktiske form for biografi, der søgte at forme den individuelle karakter af læseren i processen for at definerer national karakter. (Casper, 1999)
Sondringen mellem masse biografi og litterær biografi, som havde dannet i midten af det nittende århundrede var udtryk for en strid mellem høj kultur og middelklasse kultur. Denne opdeling ville vare resten af århundredet. Biografi begyndte at blomstre takket være ny udgivelse teknologier og en ekspanderende læselyst. Denne revolution i forlagsvirksomheder gjort at bøger kom til rådighed for et større publikum. Næsten ti gange så mange amerikanske biografier udkom fra 1840 til 1860, end der udkom i de to første årtier af dette århundrede. Desuden udkom der billige paperbackudgaver af populære biografier for første gang. Også amerikanske tidsskrifter begyndte at offentliggøre serier af biografiske skitser. (Casper, 1999) Den aktuelle fokus flyttedes fra republikanske helte til selvstændige foretagsomme mænd og kvinder.
Meget af den sene 19. århundredes biografi forblev skabelonsagtig. Især blev der skrevet få selvbiografier i det 19. århundrede. Følgende århundrede oplevedes selvbiografiens renæssance begyndende med Booker T. Washingtons, Up From Slavery (1901) og efterfulgt af Henry Brooks Adams Education (1907), en krønike af selvstændige defineret svigt, som gik imod den fremherskende amerikanske succeshistorie. Offentliggørelsen af sociale selvbiografier af både mænd og kvinder begyndte at blomstre. (Stone, 1982)
Myndigheden i psykologi og sociologi var forbillede og ville præge det nye århundredes biografier. (Stone, 1982) Faldet af den "store mand" teoris betydning for historien var karakteristisk for det nye tankesæt. Menneskelig adfærd skulle forklares gennem darwinistisk teorier. "Sociologiske" biografier er en følge af deres persons handlinger som følge af miljøet, og en tendens til at nedtone individualitet. Udviklingen af psykoanalysen førte til en mere gennemtrængende og omfattende forståelse af de biografiske emner, og skribenterne til at lægge mere vægt på barndommen og ungdommen. Klart, psykologiske ideer var med til at ændre den måde, hvorpå amerikanerne læste og skrev biografier, selvbiografiens kultur udviklede sig som en terapi. (Casper, 1999)
Det konventionelle koncept af nationale helte og fortællinger om succes forsvandt i besættelsen af psykologisk udforskninger af personlighed. Den nye skole indenfor biografi fremhævede billedstormere, videnskabelige analytikere og fiktions skribenter (?) (engelsk: fictional biographers). Denne bølge inkluderede blandt andre Lytton Strachey, André Maurois, og Emil Ludwig. Stracheys biografier havde indflydelse svarende til den, som Samuel Johnson havde haft tidligere. I 1920'erne og '30’erne søgte biografiske forfattere at udnytte Stracheys popularitet og efterligne hans stil. Robert Graves (I, Claudius, 1934) skilte sig ud blandt der fulgte Stracheys model af ”afglorificerende biografier”. Tendensen i litterær biografi blev ledsaget i populær biografi af en slags "voyeurisme af berømtheder" i de tidlige årtier af dette århundrede. Sidstnævnte forms appel til læserne var mere baseret på nysgerrighed end moral eller patriotisme.
I tiden omkring 1. Verdenskrig blev billige hard-cover genoptryk populære. Årtiers 1920'erne oplevede en biografisk "boom". I 1929 blev næsten 700 biografier offentliggjort i USA, og den første opslagsværk om amerikansk biografi ser dagens lys. I de årtier, der fulgte, blev talrige biografier fortsat offentliggjort på trods af den økonomiske depression. De nåede et voksende publikum gennem billige formater og via offentlige biblioteker.
Ifølge den lærde Caroyln Heilbrun, blev kvinders biografier revolutionerede i løbet af anden bølge af feministisk aktivisme i 1970'erne. Her begyndte kvinder at blive portrætteret mere præcist, selv om det bagatelliserede resultaterne eller integriteten af en mand (Heilbrun 12).

### Videobiografi
Den teknologiske udvikling har sat skub i udviklingen og populariteten af filmiske biografier, der anvender multimodale udtryksformer i kombinationen af video, fotografi, stemmeoptagelse, musik, og lydeffekt til at portrættere og illustrere en persons livsfortællinger. De filmiske biografier beskriver ofte færre episoder af en persons liv, men fokuserer på de vigtigste livsfortællinger, og illustrerer disse med flere virkemidler end bogbiografier.
Hvor det før har været forbeholdt produktionshuse at skabe biografiske dokumentarfilm, er det med fremkomsten af billig eller gratis lyd- og videoredigeringssoftware, så som Photostory, MovieMaker, Imovie, Jaycut og Audacity samt billigere produktionsudstyr i form af amatør og semiprofessionelle digital- og videokameraer blevet mulig for almindelige mennesker at skabe amatør videobiografier og dele disse online på sociale videodelingsservices. Den online deling muliggjordes med fremkomsten af web 2.0 og sociale videodelingssites som Youtube og Vimeo.

## Nationale biografiske håndbøger
- England:
  - Dictionary of national Biography redigeret af Leslie Stephen og Sidney Lee, bind 1-63, London 1885-1900);
  - Frederic Boase, Modern english Biography (1892 ff.);
  - Who’s who (årlig).
- Amerika:
  - Appleton's Cyclopedia of American Biography (redigeret af James Grant Wilson og John Fiske bind 1-6, New York 1887-89, Suppleret 1900)
  - The National Cyclopaedia of American Biography (bind 1-2, New York 1802-03)
  - Who’s who in America (årlig)
- Holland og Belgien
  - Abraham Jacob van der Aa, Biographisch Wordenboeek der Nederlanden (bind 1-21, Haarlem 1852-78)
  - Biographie nationale (udgave af Videnskabelig Akademi i Bryssel, bind 1-12, Bryssel 1866-92)
- Frankrig
  - Ernest Gläser, Biographie nationale des contemporains (Paris 1878)
  - C.E. Curinier, Dictionnaire national des contemporains (1900 ff.)
  - Qui étes vous (årlig)
- Italien
  - Cesare Cantù, Italiani illustr.(?) (bind 1-3, Milano 1873-74)
  - Chi é (årlig)
- Rusland
  - Alexander Polovtsov »Russ. biogr. Leksikon« (1896 ff.)
- Spanien
  - Manuel José Quintana, Vidas de Espanoles celebres (bind 1-3, Madrid 1833-41)
- Tyskland
  - Allgemeine deutsche Biographie (Leipzig 1875 ff.)
  - Biographisches Jahrbuch und deutscher Nekrolog (1897 ff.)
- Schweiz:
  - Galerie Suisse (udgave af Eugène Secrétan, bind 1-3, Lausanne 1873-80).
- Østrig
  - Constantin von Wurzbach, Biographisches Lexikon des Kaiserthums Oesterreich (bind 1-60, Wien 1856-91).
- Orienten
  - Thomas William Beale, Oriental biographical Dictionary (Calcutta 1881).
- Australien
  - Philip Dearman Mennell, Dictionary of Australasian Biography (London 1892).

## Nordiske biografiske håndbøger
- Sverige
  - Biographiskt lexicon öfver namnkunnige svenska män, (bind l-23, Upsala 1835-57) med Ny Føljd (bind 1-9, Upsala 1857-83)
  - Herman Hofberg, Svenskt biografiskt handlexikon (2 bind, Stockholm 1906)
  - Vem är det (årlig fra 1912 og frem til 2001)
  - Personhistorisk tidskrift, (1898 ff.)
- Norge
  - Hvem er Hvem?, (årlig )
  - Tidsskrift for den norske Personalhistorie ved Bernt Moe (bind 1.—2., Kristiania 1840—50)
  - Norsk Tidsskrift for Personalhistorie og Genealogi (1901 ff.)
- Danmark

- - C.F. Bricka, Dansk biografisk Leksikon (bind 1-19, København 1887-1905, 2. udgave 1933-44, 3. og nyeste udgave 1979-84)
  - Vilhelm Richter, 100 Aars Dødsfald (1901-05)
  - Kraks Blå Bog (årlig)
  - Personalhistorisk Tidsskrift (1880 ff.)
  - Personalhistoriske Samlinger (1906-13)
- Finland
  - Biografinen nimikirja (Helsingfors 1879-83)
  - Tor Carpelan, Finsk biografisk handbok (1895-1903)

Ved siden af de her nævnte værker findes i de nordiske lande en stor mængde biografiske specialarbejder, dels i leksikalsk form udarbejdede håndbøger (i Danmark for adel, boghandlere, farmaceuter, filologer, forstmænd, jurister, læger, lærere, officerer, præster, rigsdagsmænd) eller værker, hvori hovedvægten er lagt på portrætter med biografisk tekst som Dansk Portrætgalleri (1904-09).

## Eksempler på biografier
- Arne Hardis, Idealisten: en biografi om Hans Scherfig, ISBN 978-87-02-05508-5
- Bo Lidegaard, Jens Otto Krag, Bind 1: 1914-1961, ISBN 87-02-02203-6; Bind 2: 1962-1978, ISBN 978-87-02-02204-9
- Olof Lagercrantz, Eftertanker om Strindberg, ISBN 87-88211-43-6

## Priser
Der uddeles årligt flere priser for biografier
- Drainie-Taylor Biography Prize, Canada
- National Biography Award, Australien
- Pulitzer Prize for Biography or Autobiography, USA
- Whitbread Prize for Best Biography, England
- J. R. Ackerley Prize for Autobiography, England